# Ptolemaios av Epirus
Ptolemaios av Epirus var kung av Epiros mellan 237 och 234 f.Kr.. 